# (21526) Mirano
(21526) Mirano es un asteroide perteneciente al cinturón de asteroides descubierto el 30 de junio de 1998 por el equipo del Observatorio Astronómico de Farra d'Isonzo desde el Observatorio Astronómico de Farra d'Isonzo, Farra d'Isonzo, Italia.

## Designación y nombre
Designado provisionalmente como 1998 MS24. Fue nombrado Mirano en honor a Mirano Silvestri, astrónomo aficionado y fotógrafo profesional que participó activamente en la construcción del Observatorio Farra. También compartió su conocimiento de la fotografía con muchos miembros locales del club de astronomía.

## Características orbitales
Mirano está situado a una distancia media del Sol de 2,604 ua, pudiendo alejarse hasta 3,490 ua y acercarse hasta 1,717 ua. Su excentricidad es 0,340 y la inclinación orbital 15,30 grados. Emplea 1534,97 días en completar una órbita alrededor del Sol.

## Características físicas
La magnitud absoluta de Mirano es 13,7. Tiene 4,059 km de diámetro y su albedo se estima en 0,224. 